# زوران گاییچ
زوران گاییچ با تلفظ دیگر زوران گائیچ (سیریلیک صربی: Зоран Гајић زاده ۲۸ دسامبر ۱۹۵۸ در پانچفو) مربی والیبال اهل صربستان سرمربی سابق تیم‌های ملی آذربایجان، ایران و روسیه است. گاییچ در رشد والیبال صربستان نفش مهمی داشت و در ابتدا مدال برنز المپیک ۱۹۹۶ را به دست آورد و بعد از آن مدال نقره قهرمانی جهان ۱۹۹۸ را و در المپیک ۲۰۰۰ سیدنی نیز تیم ملی یوگسلاوی را قهرمان کرد تا عملکرد درخشان او تکمیل شد. او در دوران عهده‌دار بودن هدایت تیم ملی ایران به والیبال ایران شکل جدیدی داد و برای تمرینات از آنالیز استفاده می کرد و و طراحی تمرینات را بسیار مهم می‌دانست اما در نتیجه‌گیری ناموفق بود. او همچنین با تیم روسیه مقام دوم قهرمانی اروپا سال ۲۰۰۵ و مقام سوم لیگ جهانی ۲۰۰۶ را در کارنامه دارد.